# Hootenanny Singers (musikalbum)
Hootenanny Singers släpptes 1964 och är Hootenanny Singers första album

## Låtlista

### A-sidan
| Nr | Låt                                  | Musik                           | Text                            | Längd |
| -- | ------------------------------------ | ------------------------------- | ------------------------------- | ----- |
| 1  | Frogg                                | Foley-Flick-Kirkland-Paine-Hven | Foley-Flick-Kirkland-Paine-Hven |       |
| 2  | Jag väntar vid min mila              | Gunnar Turesson                 | Dan Andersson                   |       |
| 3  | Ann-Margret                          | Thomas-Rossner                  | Thomas-Rossner                  |       |
| 4  | Hem igen                             | Lasse Green                     | Lasse Green                     |       |
| 5  | Godnattsaga                          | Thomas-Rossner                  | Thomas-Rossner                  |       |
| 6  | En ballad om franske kungens spelmän | Gunnar Turesson                 | Frans G. Bengtsson              |       |

### B-sidan
| Nr | Låt                          | Musik                           | Text                            | Längd |
| -- | ---------------------------- | ------------------------------- | ------------------------------- | ----- |
| 1  | This little light of mind    | Schwartz-Ulvaeus-Karlberg-Rooth | Schwartz-Ulvaeus-Karlberg-Rooth |       |
| 2  | Spanish is the loving tongue | Charles Badger Clark            | Charles Badger Clark            |       |
| 3  | Ave Maria no morro           | Herivelto Martins               | M. Salinas                      |       |
| 4  | Bonnie ship the diamond      | Schwartz-Ulvaeus                | Schwartz-Ulvaeus                |       |
| 5  | Kevin Berry                  | Björn Ulvaeus                   | Björn Ulvaeus                   |       |
| 6  | Hey liley liley lo           | Schwartz-Ulvaeus-Karlberg-Rooth | Schwartz-Ulvaeus-Karlberg-Rooth |       |